# Siganus spinus
Siganus spinus is een straalvinnige vissensoort uit de familie van de konijnvissen (Siganidae). De wetenschappelijke naam van de soort is gepubliceerd in 1758 door Linnaeus in de tiende editie van Systema naturae als Sparus spinus.